# Spring Valley (Wisconsin)
Pour les articles homonymes, voir Spring Valley.
Spring Valley est un village des comtés de Pierce et de Sainte-Croix, dans l'État du Wisconsin, aux États-Unis. En 2020, il comptait une population de 1 401 habitants.